# Lađevci (Čajniče, BiH)
Lađevci su naseljeno mjesto u općini Čajniču, Republika Srpska, BiH. Nalaze se na južnoj obali Somunskog potoka, blizu granice s Crnom Gorom. 
Godine 1985. pripojeno im je selo Vukovine (Sl.list SRBiH, br.24/85).

## Stanovništvo
| Narod     | Popis 1961. | Popis 1971. | Popis 1981. | Popis 1991. |
| --------- | ----------- | ----------- | ----------- | ----------- |
| Hrvati    |             |             |             |             |
| Muslimani | 78          | 70          | 44          | 83          |
| Srbi      | 25          | 26          | 26          | 66          |
| ostali    | 5           |             |             | 1           |
| Ukupno    | 108         | 96          | 70          | 150         |